# Gran Premio motociclistico di Spagna 1984
Il Gran Premio motociclistico di Spagna 1984 fu il terzo appuntamento del motomondiale 1984.
Si svolse il 6 maggio 1984 sul circuito oermanente del Jarama e registrò nella Classe 500 la vittoria di Eddie Lawson, di Sito Pons nella Classe 250, di Ángel Nieto nella Classe 125 e di Pier Paolo Bianchi nella Classe 80.
Per Pons si tratta della prima vittoria nel motomondiale.

## Classe 500

### Arrivati al traguardo
| Pos | Pilota           | Moto   | Giri | Tempo     | Griglia | Punti |
| --- | ---------------- | ------ | ---- | --------- | ------- | ----- |
| 1   | Eddie Lawson     | Yamaha | 37   | 57:05.350 | 1       | 15    |
| 2   | Randy Mamola     | Honda  | 37   | +17.630   | 3       | 12    |
| 3   | Raymond Roche    | Honda  | 37   | +38.560   | 2       | 10    |
| 4   | Ron Haslam       | Honda  | 37   | +50.190   | 5       | 8     |
| 5   | Boet van Dulmen  | Suzuki | 37   | +54.580   | 12      | 6     |
| 6   | Gustav Reiner    | Honda  | 37   | +55.490   | 13      | 5     |
| 7   | Barry Sheene     | Suzuki | 37   | +57.880   | 7       | 4     |
| 8   | Reinhold Roth    | Honda  | 37   | +58.810   | 6       | 3     |
| 9   | Fabio Biliotti   | Honda  | 37   | +1:17.750 | 24      | 2     |
| 10  | Keith Huewen     | Honda  | 36   | +1 giro   | 14      | 1     |
| 11  | Chris Guy        | Honda  | 36   | +1 giro   | 17      |       |
| 12  | Attilio Riondato | Suzuki | 36   | +1 giro   | 26      |       |
| 13  | Peter Sköld      | Honda  | 36   | +1 giro   | 29      |       |
| 14  | Klaus Klein      | Suzuki | 35   | +2 giri   | 19      |       |
| 15  | Rob Punt         | Suzuki | 35   | +2 giri   | 20      |       |
| 16  | Peter Sjöström   | Suzuki | 35   | +2 giri   | 31      |       |
| 17  | Marco Papa       | Honda  | 35   | +2 giri   | 22      |       |
| 18  | Louis-Luc Maisto | Honda  | 34   | +3 giri   | 30      |       |
| 19  | José Maria Parra | Suzuki | 33   | +4 giri   | 33      |       |
| 20  | Brett Hudson     | Yamaha | 31   | +6 giri   | 28      |       |

### Ritirati
| Pilota              | Moto       | Giri | Motivo ritiro | Griglia |
| ------------------- | ---------- | ---- | ------------- | ------- |
| Leandro Becheroni   | Suzuki     | 35   |               | 18      |
| Claude Arciero      | Honda      | 33   |               | 32      |
| Walter Migliorati   | Suzuki     | 21   |               | 23      |
| Franco Uncini       | Suzuki     | 21   |               | 4       |
| Sergio Pellandini   | Suzuki     | 17   |               | 16      |
| Christian Le Liard  | Chevallier | 15   |               | 10      |
| Marco Lucchinelli   | Cagiva     | 7    |               | 21      |
| Marco Gentile       | Yamaha     | 5    |               | 27      |
| Wolfgang von Muralt | Suzuki     | 3    | Caduta        | 25      |
| Franck Gross        | Suzuki     | 2    |               | 15      |
| Didier de Radiguès  | Chevallier | 0    | Caduta        | 8       |
| Massimo Broccoli    | Honda      | 0    | Caduta        | 11      |

### Non partito
| Pilota           | Moto   | Griglia |
| ---------------- | ------ | ------- |
| Virginio Ferrari | Yamaha | 9       |

## Classe 250

### Arrivati al traguardo
| Pos | Pilota               | Moto       | Tempo     | Griglia | Punti |
| --- | -------------------- | ---------- | --------- | ------- | ----- |
| 1   | Sito Pons            | Rotax      | 49:02.990 | 13      | 15    |
| 2   | Christian Sarron     | Yamaha     | +2.770    | 4       | 12    |
| 3   | Carlos Lavado        | Yamaha     | +3.150    | 2       | 10    |
| 4   | Alan Carter          | Yamaha     | +3.310    | 6       | 8     |
| 5   | Jean-François Baldé  | Pernod     | +3.870    | 5       | 6     |
| 6   | Jacques Cornu        | Yamaha     | +9.070    | 10      | 5     |
| 7   | Anton Mang           | Yamaha     | +10.300   | 19      | 4     |
| 8   | Jacques Bolle        | Pernod     | +25.300   | 14      | 3     |
| 9   | Jean-Michel Mattioli | Chevallier | +25.600   | 18      | 2     |
| 10  | Wayne Rainey         | Yamaha     | +26.750   | 7       | 1     |
| 11  | Teruo Fukuda         | Yamaha     | +44.730   | 11      |       |
| 12  | Manfred Herweh       | Rotax      | +45.980   | 15      |       |
| 13  | Martin Wimmer        | Yamaha     | +46.380   | 3       |       |
| 14  | Fausto Ricci         | Yamaha     | +50.640   | 12      |       |
| 15  | Loris Reggiani       | Kawasaki   | +51.270   | 25      |       |
| 16  | Gabriel Gabria       | Yamaha     | +1:04.440 | 21      |       |
| 17  | Mario Rademeyer      | Yamaha     | +1:15.480 | 26      |       |
| 18  | Stéphane Mertens     | Yamaha     | +1:16.420 | 22      |       |
| 19  | Richard Hubin        | Yamaha     | +1:16.680 | 20      |       |
| 20  | Thierry Espié        | Chevallier | +1:24.510 | 24      |       |
| 21  | Massimo Matteoni     | Yamaha     | +1 giro   | 31      |       |
| 22  | Neil Robinson        | MBA        | +1 giro   | 33      |       |
| 23  | Luis Miguel Reyes    | JJ Cobas   | +1 giro   | 36      |       |
| 24  | Patrick Fernandez    | Bartol     | +1 giro   | 29      |       |
| 25  | Juan Garriga         | Yamaha     | +2 giri   | 34      |       |

### Ritirati
| Pilota                 | Moto        | Motivo ritiro | Griglia |
| ---------------------- | ----------- | ------------- | ------- |
| Carlos Cardús          | Rotax       |               | 1       |
| Antonio García         | Kobas-Rotax |               | 20      |
| Jean-Louis Guignabodet | Yamaha      |               | 17      |
| Karl-Thomas Grässel    | Römer       |               | 27      |
| Roland Freymond        | Yamaha      |               | 30      |
| Donnie McLeod          | Yamaha      |               | 8       |
| Ángel Nieto            | JJ Cobas    |               | 32      |
| René Delaby            | Yamaha      |               | 28      |
| Ivan Palazzese         | Yamaha      |               | 9       |
| Hervé Guilleux         | Yamaha      |               | 16      |
| David Floyd Busby      | Rotax       |               | 35      |

## Classe 125

### Arrivati al traguardo
| Pos | Pilota             | Moto    | Tempo     | Griglia | Punti |
| --- | ------------------ | ------- | --------- | ------- | ----- |
| 1   | Ángel Nieto        | Garelli | 48:21.970 | 2       | 15    |
| 2   | Eugenio Lazzarini  | Garelli | +0.180    | 4       | 12    |
| 3   | Hans Müller        | MBA     | +14.660   | 3       | 10    |
| 4   | Stefano Caracchi   | MBA     | +28.040   | 4       | 8     |
| 5   | Manuel Herreros    | MBA     | +31.880   | 9       | 6     |
| 6   | Jean-Claude Selini | MBA     | +1:06.180 | 13      | 5     |
| 7   | Giuseppe Ascareggi | MBA     | +1:34.880 | 19      | 4     |
| 8   | Hubert Abold       | MBA     | +1:39.390 | 20      | 3     |
| 9   | Bruno Kneubühler   | MBA     | +1:40.070 | 18      | 2     |
| 10  | Ezio Gianola       | MBA     | +1:40.310 | 15      | 1     |
| 11  | Bady Hassaine      | MBA     | +1 giro   | 21      |       |
| 12  | Willy Pérez        | MBA     | +1 giro   | 11      |       |
| 13  | Henk van Kessel    | MBA     | +1 giro   | 6       |       |
| 14  | Domenico Brigaglia | MBA     | +1 giro   | 10      |       |
| 15  | Willi Hupperich    | MBA     | +1 giro   | 27      |       |
| 16  | Johnny Wickström   | MBA     | +1 giro   | 12      |       |
| 17  | Peter Balaz        | MBA     | +2 giri   | 25      |       |
| 18  | Tony Smith         | MBA     | +2 giri   | 28      |       |
| 19  | Antonio Gasión     | MBA     | +2 giri   | 29      |       |
| 20  | Ramón Pano         | MBA     | +4 giri   | 31      |       |

### Ritirati
| Pilota           | Moto      | Motivo ritiro | Griglia |
| ---------------- | --------- | ------------- | ------- |
| Maurizio Vitali  | MBA       |               | 1       |
| August Auinger   | MBA       |               | 7       |
| Fausto Gresini   | MBA       |               | 16      |
| Luca Cadalora    | MBA       |               | 5       |
| Miguel Cortes    | Sanvenero |               | 21      |
| Gerhard Waibel   | MBA       |               | 22      |
| Neil Robinson    | MBA       |               | 23      |
| Paolo Gamberini  | MBA       |               | 24      |
| F. Davo          | MBA       |               | 26      |
| Lucio Pietroniro | MBA       |               | 17      |
| Olivier Liégeois | MBA       |               | 14      |
| Andrés Sánchez   | MBA       |               | 30      |
| Manuel Hernández | MBA       |               | 33      |

## Classe 80

### Arrivati al traguardo
| Pos | Pilota              | Moto       | Tempo     | Griglia | Punti |
| --- | ------------------- | ---------- | --------- | ------- | ----- |
| 1   | Pier Paolo Bianchi  | HuVo-Casal | 40:00.760 | 3       | 15    |
| 2   | Henk van Kessel     | HuVo-Casal | +25.390   | 6       | 12    |
| 3   | Hans Müller         | Sachs      | +26.870   | 9       | 10    |
| 4   | Hubert Abold        | Zündapp    | +27.080   | 4       | 8     |
| 5   | Hans Spaan          | Casal      | +47.430   | 7       | 6     |
| 6   | Reiner Scheidhauer  | Seel       | +1:36.900 | 8       | 5     |
| 7   | Stefan Dörflinger   | Zündapp    | +3:00.300 | 2       | 4     |
| 8   | Jorge Martínez      | Derbi      | +1 giro   | 1       | 3     |
| 9   | Goerge Looijesteijn | Casal      | +1 giro   | 11      | 2     |
| 10  | Reinhard Koberstein | Seel       | +1 giro   | 12      | 1     |
| 11  | Tony Smith          | Casal      | +2 giri   | 21      |       |
| 12  | Chris Baert         | Eberhardt  | +2 giri   | 19      |       |

### Ritirati
| Pilota          | Moto       | Motivo ritiro | Griglia |
| --------------- | ---------- | ------------- | ------- |
| Ramon Gali      | Bultaco    |               | 18      |
| Theo Timmer     | Casal      |               | 10      |
| Manuel Herreros | HuVo-Casal |               | 13      |
| Gerhard Waibel  | Real       |               | 5       |
| Henrique Sande  | Carmona    |               | 14      |
| Daniel Mateos   | Autisa     |               | 16      |
| Jorge Jiménez   | HuVo-Casal |               | 15      |
| Joaquin Gali    | Bultaco    |               | 17      |
| Gerhard Bauer   | Ziegler    |               | 20      |
| Paulo Cegarra   | HuVo-Casal |               | 22      |